# Duikreflex
De duikreflex, ook wel onderwaterreflex, is een reflex die bij alle zoogdieren aangeboren is, hoewel sterker bij waterzoogdieren. De ademhalingsreflex stopt automatisch op het moment dat het gezicht of de kop onder water gaat. Bovendien worden bij veel waterzoogdieren uitwendig de neusgaten dichtgedrukt- of gevouwen. Daarnaast kan ook de bloedsomloop bij bijvoorbeeld walvissen worden gewijzigd zodat alleen vitale organen van bloed worden voorzien. De hartslag wordt vertraagd, bij mensen is dat ongeveer met 20%. Het optredende teveel aan koolstofdioxide (CO2) in het bloed noopt de mens of het dier op een zeker moment weer naar de oppervlakte te (willen) gaan, dit gebeurt reflexmatig. 